# جان آرتور رایت
جان آرتور رایت (انگلیسی: John Arthur Wright; ۲۵ نوامبر ۱۸۴۱ – ۲۴ فوریهٔ ۱۹۲۰)  یک مدیر شرکت استرالیایی، قاضی، عضو شورای قانونگذاری استرالیای غربی، رئیس خدمات عمومی، مهندس راه آهن، کمیسیونر راه آهن، پیمانکار راه آهن و فراماسون فعال بود. رایت در دوور، کنت، انگلستان به دنیا آمد و در آلبانی، استرالیای غربی درگذشت. او با کاترین ویتینگتون ازدواج کرد و صاحب سه فرزند، دو پسر و یک دختر شدند.